# Эльборус (пароход, 1858)
«Эльборус» — русский двухпалубный товаро-пассажирский пароход. Участник русско-турецкой войны.

## История постройки
Двухпалубный товаро-пассажирский пароход построен в 1858 году по заказу РОПиТ на судоверфи «SA des Forges et Chantiers de la Mediterranee» в Ла-Сене. При спуске на воду пароход получил наименование «Эльборус» и перешел в Одессу, которая стала портом его приписки.

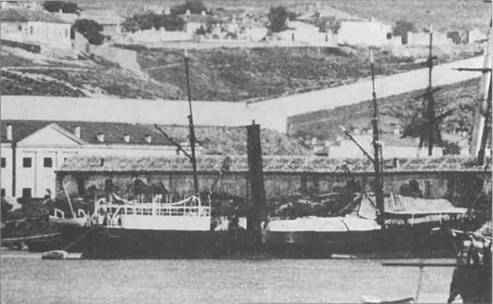
Пароход «Эльборус» в порту

Эксплуатировался в качестве товаро-пассажирского парохода на Чёрном море. Перед началом русско-турецкой войны пароход был выкуплен у РОПиТ Морским ведомством за 264 761 рублей и был зачислен в Черноморский флот под другим именем в качестве посыльного судна. При этом имя «Эльборус» было возвращено пароходу, затопленному во время Крымской войны в Севастопольской бухте и поднятому в 1860 году.
По окончании войны 1879 году пароход вновь перешел в собственность РОПиТ. По состоянию на 1 (13) января 1887 года эксплуатировался РОПиТ и числился в порту приписки Одесса под №2.
В 1889 году пароход переоборудовали в блокшив, а в 1895 году блокшив был списан и переделан в баржу.